# وسام فرحات
وسام فرحات (توفي في 2 ديسمبر 2023) كان قائدًا لكتيبة الشجاعية التابعة لحركة حماس.

## سيرة شخصية
وسام فرحات ولد عام 1974 لأم نضال. وقد استشهد ثلاثة من إخوته وهم نضال ومحمد ورواد. قبض عليه في 20 مارس 1995 بتهمة نقل 6 أكياس من المتفجرات إلى إسرائيل، والتي زعمت إسرائيل أنها محاولة لتنفيذ عملية انتحارية في إسرائيل. وأمضى في السجون الإسرائيلية قرابة 11 عامًا، منها سنتان في عسقلان، و6 سنوات في نفحة، وسنتين ونصف في هداريم. أطلق سراحه من السجون الإسرائيلية في نوفمبر 2005، بعد ثلاثة أسابيع من مقتل شقيقه رواد على يد إسرائيل.
أثناء وجوده في السجن، علم بمشاركة شقيقه الأصغر محمد في هجوم أتزمونا، الذي قتل فيه محمد 5 إسرائيليين وجرح 12 آخرين. وكان شقيقهم الآخر نضال قد قُتل سابقاً. بعد إطلاق سراحه من السجن عام 2005، عاد إلى غزة وبدأ بتصنيع الصواريخ. ثم أصبح قائد كتيبة تابعة لحماس في الشجاعية.

## استشهاده
في 2 ديسمبر 2023، استشهد وسام فرحات في غارة جوية للقوات الإسرائيلية خلال الحرب الفلسطينية الإسرائيلية عام 2023.